# Venus (Schiff, 1903)
Die Venus ist ein Ausflugsschiff in Berlin.

## Geschichte
Der Schleppdampfer Lieschen, 1903 bei den Stettiner Oderwerken gebaut, wurde laut Kurt Groggert 1957 für die Reederei Ernst Schulz zum Fahrgastschiff umgebaut. Das Schiff war damals 18,98 m lang und 4,25 m breit. 1968 befand sich das Schiff laut Groggert im Besitz der Reederei K. Völker und war für 141 Personen zugelassen, 1987 gehörte es, ebenfalls laut Groggert, Gerhard Becker und durfte, obwohl nun 21,10 Meter lang und 4,20 Meter breit, nur noch 120 Fahrgäste befördern. Schubert gibt im Jahr 2000 etwas abweichende Daten an: Das Schiff habe von 1957 bis 1976 Falke geheißen und sei 21,50 Meter lang und 4,29 Meter breit und für 141 Passagiere ausgelegt. Der Umbau von 1957, bei dem auch die Umrüstung zum Motorschiff erfolgt sei, habe in Spandau stattgefunden. Wiederum etwas andere Daten finden sich 1975 bei Benja: Laut dieser Quelle wurde das Schiff 1904 bei den Stettiner Oderwerken gebaut und 1966 umgebaut. Benja gibt die Länge der Venus, die zu seiner Zeit für Völker fuhr, mit 21,50 Metern an, die Breite mit 4,20 Metern und den Tiefgang mit 1,30 Metern. Das Schiff hatte laut Benja einen 145-PS-Motor, war bis zu 18 km/h schnell und durfte 170 Personen befördern. Schubert revidierte in einer Publikation von 2007 einige seiner älteren Aussagen: In dem Werk Fahrgastschifffahrt in Berlin von Dieter und Helga Schubert wird berichtet, der Dampfschlepper Lieschen sei bereits 1898 gebaut und 1952 auf der Wiese-Werft in Spandau zum Fahrgastmotorschiff umgebaut worden. Das Schiff sei 21,5 Meter lang und 4,3 Meter breit und für 75 Personen zugelassen. Diesen Angaben zu den Maßen des Schiffes entsprechen auch die Daten in einem Artikel im ADAC Reisemagazin aus dem Jahr 2002.
2016 versuchte Matthias Becker, per Crowdfunding Geld für ein jüngeres Fahrzeug zusammenzubringen. Er begründete das damals mit der Aussage, die Venus sei eines der ältesten Fahrgastschiffe in Berlin und ein TÜV-gerechter Umbau werde von den Banken nicht mehr finanziert. Becker gab damals ebenfalls an, das Schiff sei schon 1898 und nicht erst 1903 oder 1904 gebaut worden. Allerdings behauptete er damals, die Venus sei 24,50 m lang. Die Maschinen stammten aus dem Jahr 1975.
Die Venus liegt im Plötzenseer Kolk. Dort hatte schon Gerhard Beckers Vater 1947 ein Grundstück gepachtet und Liegeplätze genutzt. Um die Jahrtausendwende hatten sich im Kolk etliche alte Becker-Schiffe gesammelt, die damals noch von Gerhard Becker fahrtüchtig gehalten wurden. In einem Zeitungsbericht aus dem Jahr 2002 werden neben Venus auch die Schiffsnamen Mars, Jupiter, Pluto und Uranus genannt. Die Uranus, ex Minchen, war zu Schuberts Zeit noch als Fähre zwischen Werder und Geltow im Einsatz. Die Venus wurde von der Reederei Becker als Charterschiff verwendet, findet sich mittlerweile (Stand: August 2024) aber nicht mehr auf deren Homepage.